# Писарро, Родольфо
Родольфо Хильберт Писарро Томас (исп. Rodolfo Gilbert Pizarro Thomas; род. 15 октября 1994, Тампико, Мексика) — мексиканский футболист, атакующий полузащитник клуба «АЕК» (Афины) и сборной Мексики. Участник Олимпийских игр 2016 года.

## Клубная карьера
Писарро — воспитанник клуба «Пачука». 15 сентября 2012 года в матче против «Монаркас Морелия» он дебютировал в мексиканской Примере. 28 февраля 2015 года в поединке против «Тихуаны» Родольфо забил свой первый гол за «Пачуку».
В начале 2017 года Писарро перешёл в «Гвадалахару». Сумма трансфера составила 15 млн долларов. 7 января в матче против «УНАМ Пумас» он дебютировал за новую команду. 14 января в поединке против «Монтеррея» Родольфо забил свой первый гол за «Гвадалахару». В 2017 году он помог клубу выиграть чемпионат. В 2018 году он стал победителем Лиги чемпионов КОНКАКАФ, забив гол в первом поединке финала турнира против канадского «Торонто».
Летом 2018 года Писарро перешёл в «Монтеррей». Трансфер за 16 млн долларов стал самым дорогим внутренним переходом между клубами Лиги MX. 22 июля в матче против «Пачуки» он дебютировал за новую команду. 4 ноября в поединке против «Веракруса» Родольфо забил свой первый гол за «Монтеррей».
17 февраля 2020 года Писарро перешёл в американский «Интер Майами», став вторым назначенным игроком нового клуба MLS. 1 марта он сыграл в матче стартового тура сезона против «Лос-Анджелеса», ставшем для «Интер Майами» дебютом в MLS. 7 марта в гостевой игре против «Ди Си Юнайтед» он забил первый гол в истории «Интер Майами». 21 августа 2021 года в матче против «Торонто» Писарро сделал дубль, за что был назван игроком недели в MLS. Писарро был отобран для участия в Матче всех звёзд MLS 2021, в котором команда звёзд MLS принимала команду звезд Лиги MX.
4 января 2022 года Писарро вернулся в «Монтеррей», отправившись в аренду до конца года с опцией выкупа.
14 июля 2023 года Писарро расторг контракт с «Интер Майами» по обоюдному согласию сторон.
17 июля 2023 года Писарро подписал контракт с клубом чемпионата Греции АЕК до лета 2025 года с опцией продления ещё на один год.

## Международная карьера
30 января 2014 году в товарищеском матче против сборной Южной Кореи Писарро дебютировал за сборную Мексики. 11 февраля 2016 года в матче против сборной Сенегала Родольфо забил свой первый гол за национальную команду.
Летом 2016 года Родольфо в составе олимпийской сборной Мексики принял участие в Олимпийских играх в в Рио-де-Жанейро. На турнире он сыграл в матчах против команд Германии и Фиджи. В поединке против немцев Писарро забил гол.
В 2017 году Писарро стал бронзовым призёром Золотого кубка КОНКАКАФ. На турнире он сыграл в матчах против Сальвадора, Гондураса и дважды Ямайки. В поединке против гондурасцев Родольфо забил гол.

### Голы за сборную Мексики (до 23)
| #  | Дата           | Место                          | Противник | Счёт | Результат | Соревнование          |
| -- | -------------- | ------------------------------ | --------- | ---- | --------- | --------------------- |
| 1. | 4 августа 2016 | Фонте-Нова, Салвадор, Бразилия | Германия  | 2:1  | 2:2       | Олимпийские игры 2016 |

### Голы за сборную Мексики
| #   | Дата            | Место                                       | Противник | Результат | Счёт | Соревнование                  |
| --- | --------------- | ------------------------------------------- | --------- | --------- | ---- | ----------------------------- |
| 01. | 11 февраля 2016 | Марлинс-парк, Майами, США                   | Сенегал   | 2:0       | 2:0  | Товарищеский матч             |
| 02. | 1 июля 2017     | Сенчури Линк-филд, Сиэтл, США               | Парагвай  | 2:0       | 2:0  | Товарищеский матч             |
| 03. | 20 июля 2017    | Юниверсити оф Финикс Стэдиум, Глендейл, США | Гондурас  | 1:0       | 1:0  | Золотой кубок КОНКАКАФ 2017   |
| 04. | 5 июня 2019     | Мерседес-Бенц Стэдиум, Атланта, США         | Венесуэла | 2:1       | 3:1  | Товарищеский матч             |
| 05. | 15 октября 2019 | Ацтека, Мехико, Мексика                     | Панама    | 3:1       | 3:1  | Лига наций КОНКАКАФ 2019/2020 |

## Достижения
Командные
«Пачука»
- Чемпион Мексики: Клаусура 2016

«Гвадлахара»
- Чемпион Мексики: Клаусура 2017
- Обладатель Кубка Мексики: Клаусура 2017
- Победитель Лиги чемпионов КОНКАКАФ: 2018

«Монтеррей»
- Чемпион Мексики: Апертура 2019
- Победитель Лиги чемпионов КОНКАКАФ: 2019

Мексика (до 23)
- Победитель Олимпийского квалификационного турнира КОНКАКАФ: 2015

Мексика
- Золотой кубок КОНКАКАФ: 2019
- Золотой кубок КОНКАКАФ: 2021
- Золотой кубок КОНКАКАФ: 2017

Личные
- Член символической сборной Олимпийского квалификационного турнира КОНКАКАФ: 2015[32]
- Лучший молодой игрок Лиги чемпионов КОНКАКАФ: 2018[33]
- Член символической сборной Лиги чемпионов КОНКАКАФ: 2018[34]
- Член символической сборной чемпионата Мексики: Клаусура 2019
- Участник Матча всех звёзд MLS: 2021